# 침락정
침락정(枕洛亭)은 경상북도 안동시 와룡면 오천리에 있는 건축물이다. 1973년 8월 31일 경상북도의 유형문화재 제40호로 지정되었다.

## 개요
영남의병대장이던 김해의 아들 김광계(1580∼1646)가 조선 현종 13년(1672)에 세운 누정으로, 일명 운암정사라고도 한다.
집 이름은 ‘정(亭)’이지만 일종의 강당 건물로, 학문을 강론하고 시(詩)를 짓기 위한 모임을 열기도 하였다. 원래 예안면 오천동에 있었으나 1974년 안동댐 건설로 인하여 지금있는 자리로 옮겼다.
앞면 4칸·옆면 2칸의 규모이며, 지붕 옆면이 여덟 팔(八)자 모양인 팔작지붕집이다. 가운데 2칸은 대청마루인데 문을 달아 개방할 수 있도록 하였고, 양쪽에는 온돌방으로 꾸몄다.
정자로는 비교적 규모가 큰 편에 속하며 간소한 양식으로 지은 건물이다.

## 참고 문헌
- 침락정 - 국가유산청 국가유산포털